# Stefano Reali
Stefano Reali, né à Frosinone le 3 novembre 1957, est un réalisateur, scénariste, compositeur et dramaturge italien.

## Biographie
Après son baccalauréat scientifique, Stefano Reali obtient en 1978 un diplôme de Musique Jazz au conservatoire Licinio Refice (it) de Frosinone. Il s'oriente vers la réalisation et la mise en scène auprès du Centro Sperimentale di Cinematografia, dont il obtient le diplôme en 1980. 
En 1982 il est assistant réalisateur de Sergio Leone pour Il était une fois en Amérique. De 1990 à 1992 il enseigne acting for the camera au laboratoire d’Arti sceniche (arts de la scène) de Gigi Proietti. Il se lance dans la réalisation d'un court-métrage, Exit, avec Pino Quartullo, inspiré d'un récit de Luigi Malerba, produit par la Rai, qui est parmi les candidats aux Oscars 1987, dans la catégorie Best Live Short Film.
En 1988 il est scénariste et réalisateur de Laggiù nella giungla, qui obtient la troisième place pour le David di Donatello du meilleur réalisateur débutant. En 1993 il réalise un téléfilm dont il est aussi le scénariste, Una storia italiana, avec Giuliano Gemma, Sabrina Ferilli, et Raoul Bova, inspiré du parcours des Frères Abbagnale (it) : ce téléfilm remporte le prix spécial du jury au 33e Festival de Montecarlo. 
Il met aussi en scène des opéras et des pièces de théâtre. Sa propre pièce, Operazione, tient l'affiche pendant cinq ans en Italie, et est mise en scène par Alan Ayckbourn au Stephen Joseph Theater, en Angleterre. En 1996 Reali réalise le téléfilm religieux et fantastique Le Quatrième Roi. En 1997 il adapte au cinéma sa comédie Operazione, sous le titre In barca a vela contromano.
En 1998 il réalise la mini-série télévisée Ultimo (it), encore avec une musique d'Andrea et Ennio Morricone, qui est un record d'audience télévisée. En 2002, il réalise au cinéma Il tramite, qui remporte le premier prix au Festival de Sorrente, et le prix du public au  festival international du Salento.
Il atteint encore des records d'audience télévisée avec les deux téléfilms Le ali della vita, première et seconde partie (2002), avec L'uomo sbagliato (it) (2005). En 2010, il réalise Lo scandalo della Banca Romana (it) pour RAIUNO, qui remporte le FIPA d'or comme Meilleur scénario et le Fipa d’argent comme Meilleur film au Festival international de programmes audiovisuels documentaires de Biarritz. C'est lui aussi qui compose la bande son de ses films.

## Filmographie partielle

### Cinéma

#### Réalisateur
- 1985 : Exit, court-métrage
- 1986 : Laggiù nella giungla
- 1997 : In barca a vela contromano
- 2004 : Verso nord

#### Scénariste
- 1985 : Exit, court-métrage réalisé par lui-même
- 1986 : Laggiù nella giungla, de lui-même
- 1997 : In barca a vela contromano, de lui-même
- 2004 : Verso nord, de lui-même

#### Compositeur
- 1993 : Le donne non vogliono più, de Pino Quartullo

### Télévision

#### Réalisateur
- 1992 : Una storia italiana, mini-série télévisée
- 1995 : Il prezzo della vita, mini-série télévisée
- 1998 : Le Quatrième Roi (Il quarto re), téléfilm
- 1998 : Cuori in campo, téléfilm
- 1998 : Ultimo (it), mini-série télévisée
- 2000-2001 : Le ali della vita, mini-série télévisée
- 2007 : Eravamo solo mille, mini-série télévisée
- 2009 : Lo scandalo della Banca Romana (it), mini-série télévisée
- 2012 : Caruso, la voce dell'amore, mini-série télévisée
- 2016 : Rimbocchiamoci le maniche, série télévisée
- 2021 : Storia di una famiglia perbene, mini-série télévisée

#### Scénariste
- 1992 : Una storia italiana, mini-série télévisée de lui-même
- 1995 : Il prezzo della vita, mini-série télévisée de lui-même
- 1998 : Cuori in campo, téléfilm de lui-même
- 1998 : Ultimo (it), mini-série télévisée de lui-même
- 2000-2001 : Le ali della vita, mini-série télévisée de lui-même
- 2007 : Eravamo solo mille, mini-série télévisée de lui-même
- 2009 : Lo scandalo della Banca Romana (it), mini-série télévisée de lui-même
- 2012 : Caruso, la voce dell'amore, mini-série télévisée de lui-même
- 2016 : Rimbocchiamoci le maniche, série télévisée de lui-même

#### Compositeur
- 1998 : Cuori in campo, de lui-même
- 2000-2001 : Le ali della vita, mini-série télévisée de lui-même
- 2007 : Eravamo solo mille, mini-série télévisée de lui-même
- 2009 : Lo scandalo della Banca Romana (it), mini-série télévisée de lui-même
- 2012 : Caruso, la voce dell'amore, mini-série télévisée de lui-même